# Stichopogon variabilis
Stichopogon variabilis är en tvåvingeart som beskrevs av Pavel Lehr 1975. Stichopogon variabilis ingår i släktet Stichopogon och familjen rovflugor. Inga underarter finns listade i Catalogue of Life.